# Jicchak Vaknin
Jicchak Vaknin (hebrejsky יצחק וקנין, narozen 12. května 1958 Izrael) je izraelský politik a poslanec Knesetu za stranu Šas. V letech 1999 až 2000 zastával funkci náměstka ministra komunikací.

## Biografie
V letech 1982 až 1987 působil jako tajemník v severoizraelské společné osadě Gornot ha-Galil. V roce 1988 se stal předsedou výboru v mošavu Ja'ara a tuto pozici zastával až do roku 1996. V letech 1988 až 1993 rovněž působil jako tajemník v oblastní radě Ma'ale Josef a v letech 1993 až 1996 stál v čele náboženské rady této oblastní rady.
Poslancem byl poprvé zvolen ve volbách v roce 1996. Svůj mandát obhájil i v následujících volbách v roce 1999, po nichž byl 5. srpna 1999 jmenován náměstkem ministra komunikací. Tuto funkci zastával až do 11. července 2000, kdy jeho mateřská strana vystoupila z koaliční vlády. Poté, co Ariel Šaron zvítězil v přímých premiérských volbách v roce 2001 a vytvořil novou vládu, byl Vaknin 2. května 2001 jmenován náměstkem ministra práce a sociální péče. Tuto funkci zastával až do voleb v roce 2003, až na krátkou přestávku mezi 20. květnem a 3. červnem 2002, kdy Šas na krátko vystoupil z vlády.
Svůj poslanecký mandát obhájil i v následujících volbách v letech 2003, 2006 a 2009. V prosinci 2010 byl jedním ze třiceti pěti poslanců, kteří se podepsali pod petici iniciovanou poslankyní Cipi Chotovely, která žádá izraelskou vládu o anexi města Ariel na Západním břehu Jordánu. Ve volbách v roce 2013 svůj poslanecký mandát obhájil. Mandát obhájil rovněž ve volbách v roce 2015.
Je ženatý a má pět dětí.